# چاغلا ایرماک
چاغلا ایرماک (انگلیسی: Çağla Irmak؛ زادهٔ ۱۹ اکتبر ۱۹۹۷) بازیگر اهل ترکیه است.